# Margarethenkapelle (Barop)

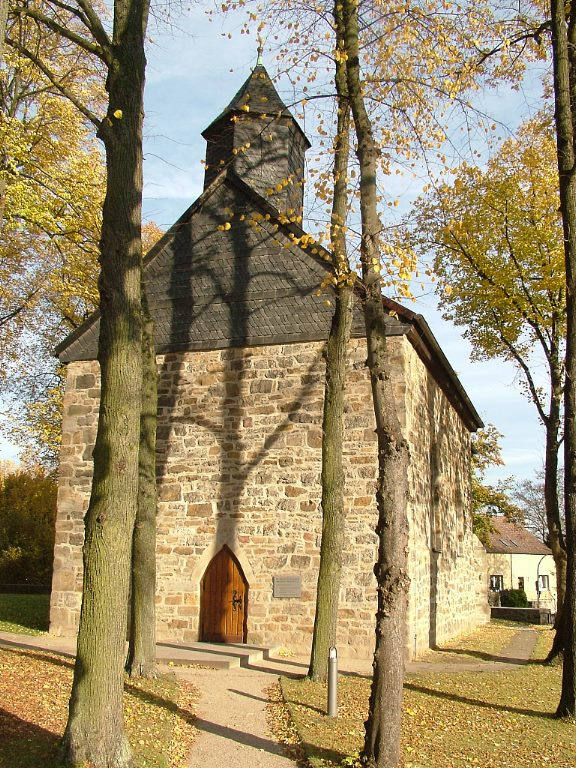
Margarethenkapelle von 1348 in Klein Barop

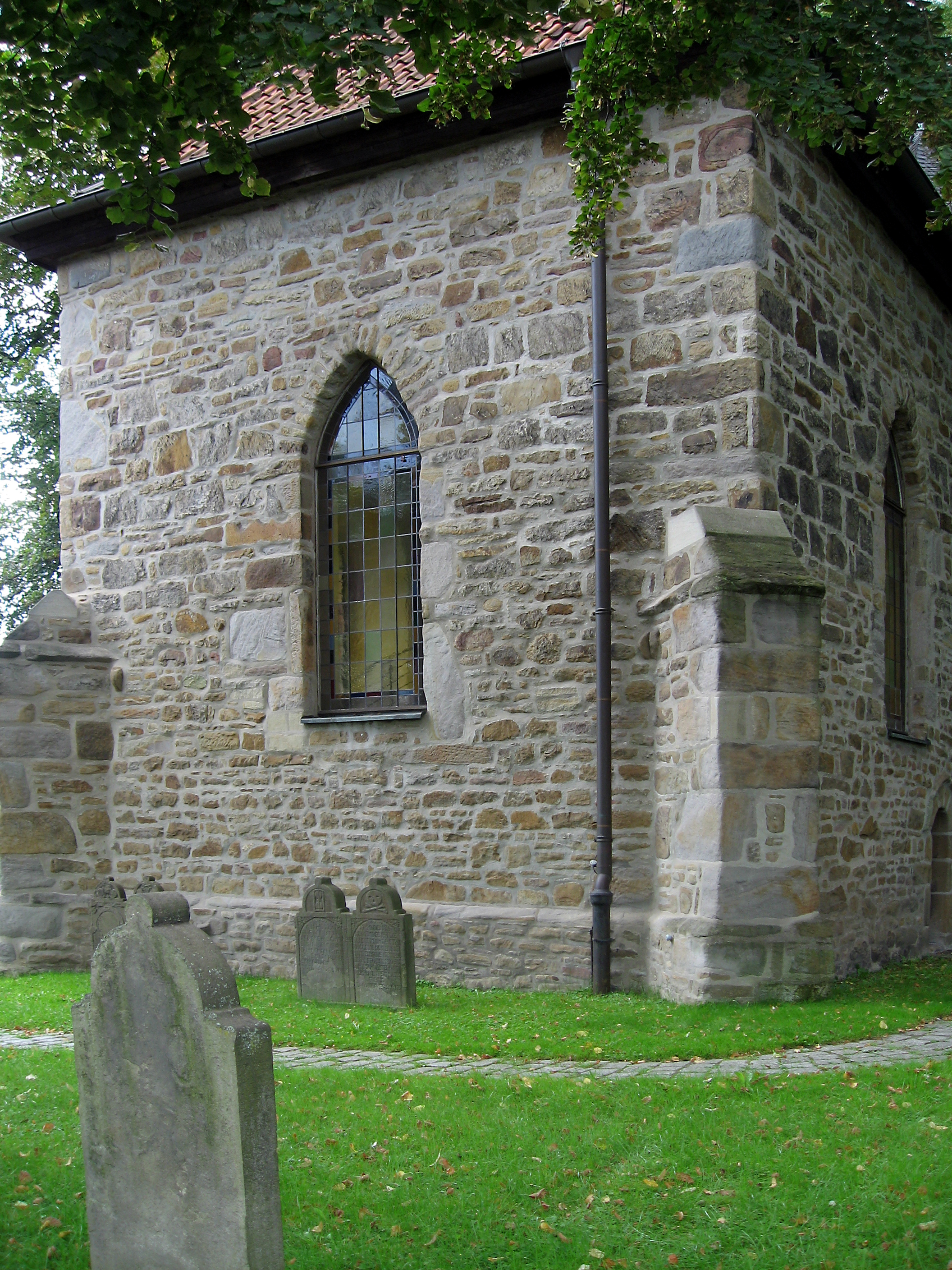
Der Chor

Die evangelische Margarethenkapelle im Dortmunder Stadtteil Barop ist ein Kirchenbauwerk aus dem 14. Jahrhundert. Namensgeberin der Kirche ist die Heilige Margaretha.
Die Kapelle wurde 1348 erstmals urkundlich erwähnt. Bis 1655 war sie eine Filialkirche der Reinoldikirche zu Dortmund. Unter brandenburgischer Herrschaft wurde sie zu einer selbständigen evangelischen Kirche. Die Kirche wurde zwischen 2001 und 2004 aufwendig renoviert und ist als Baudenkmal in die Denkmalliste der Stadt Dortmund eingetragen.
Die Kirche verfügt über eine Stahlglocke, die 1919 vom Bochumer Verein gegossen wurde.